# رون ديفيس (لاعب كرة قاعدة)
رون ديفيس (بالإنجليزية: Ron Davis)‏ هو لاعب كرة قاعدة أمريكي، ولد في 6 أغسطس 1955 في هيوستن في الولايات المتحدة.

## وصلات خارجية
- رون ديفيس (لاعب كرة قاعدة) على موقع الدوري الياباني لكرة القاعدة (الإنجليزية)
- رون ديفيس (لاعب كرة قاعدة) على موقعبيزبول رفرنس.كوم (الدوري الرئيسي) (الإنجليزية)
- رون ديفيس (لاعب كرة قاعدة) على موقعبيزبول رفرنس.كوم (الدوري الثانوي) (الإنجليزية)
- رون ديفيس (لاعب كرة قاعدة) على موقع مشجعي الرسوم البيانية (الإنجليزية)